# Pachygonidia hopfferi
Pachygonidia hopfferi là một loài bướm đêm thuộc họ Sphingidae. Loài này có ở Panama và Costa Rica và has been recorded as far phía nam as Bolivia.
Sải cánh dài khoảng 74 mm. 
Mỗi năm loài này có thể có nhiều thế hệ.
Ấu trùng có thể ăn Doliocarpus dentatus, Doliocarpus multiflorus và Tetracera hydrophila.